# Chiesa di San Lorenzo Martire (Nuvolera)
La chiesa di San Lorenzo Martire è la chiesa parrocchiale di Nuvolera, in provincia di Brescia. Risale al XV secolo, anche se l'edificio attuale è ascrivibile al XVIII.

## Storia
A Nuvolera la primitiva chiesa medievale dedicata a San Lorenzo è documentata già nel 1410: ne sono definiti il valore (12 lire) e il legame col monastero di San Pietro in monte di Serle.
L'edificio primitivo circa un secolo e mezzo dopo, verso la metà del XVI secolo, si trovò in condizioni di cattiva conservazione e venne deciso di edificare un nuovo luogo di culto. A cantiere ormai aperto, nel 1566, il vescovo sollecitò affinché i lavori arrivassero presto a conclusione e nel 1580, in occasione della visita pastorale di Carlo Borromeo, la struttura muraria era pressoché ultimata e alla chiesa mancavano solo l'altar maggiore ed il protiro sulla facciata.
Daniele Dolfin, nel corso di una visita pastorale, registrò negli atti che la chiesa parrocchiale di San Lorenzo non era consacrata e che vi si trovavano altri due altari oltre al maggiore, quelli del Santissimo Sacramento e della Madonna delle Consolazioni.

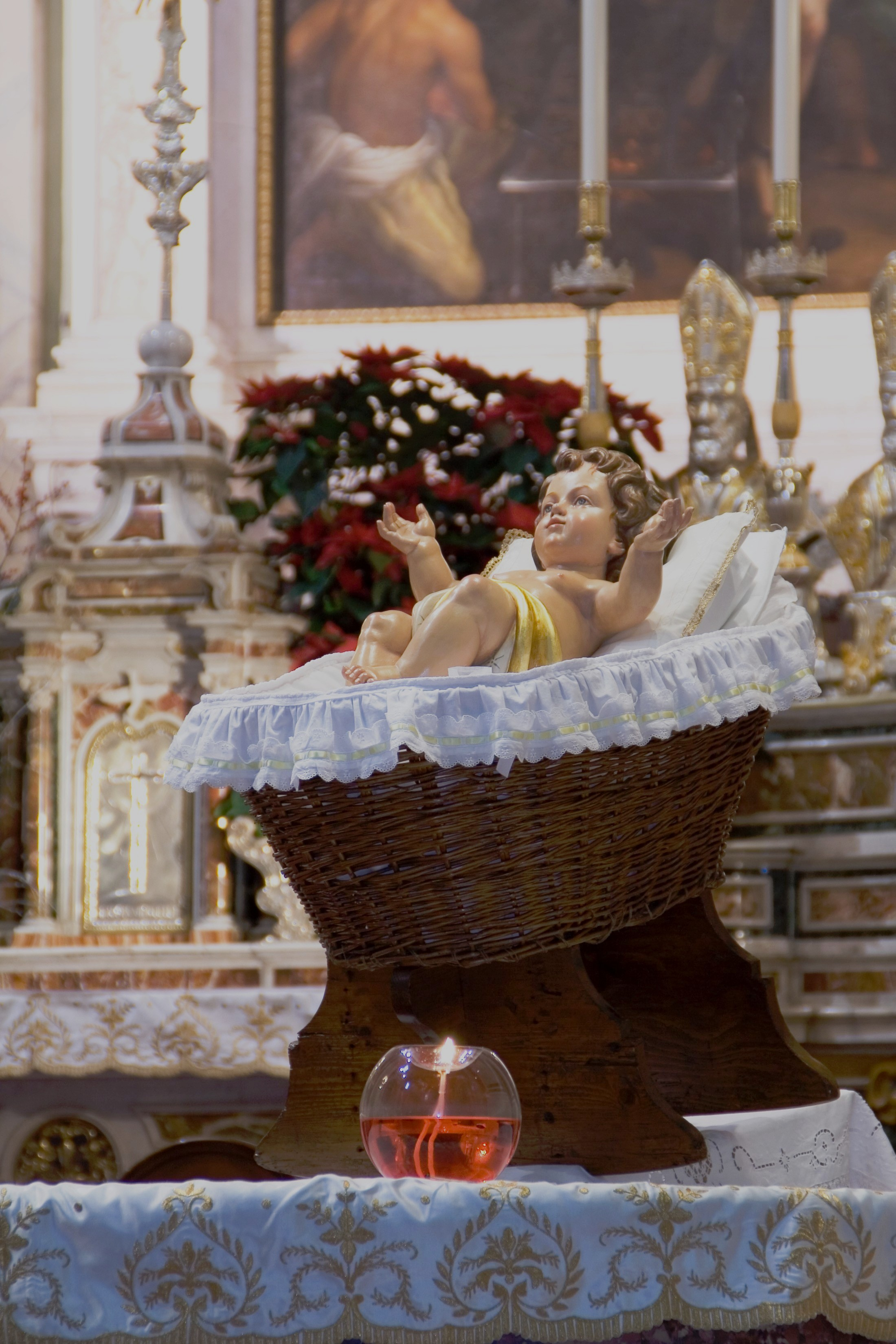
Culla di Paolo VI.

Circa due secoli più tardi, nel 1766, anche questo secondo edificio venne giudicato non più adatto alle necessità dei fedeli e, nell'ultimo periodo del XVIII secolo, venne eretto un nuovo tempio. A costruzione avvenuta Pietro Scalvini decorò a fresco la cupola con l'Apoteosi di san Lorenzo e con le immagini degli evangelisti. Nel pennacchio di san Marco appose la sua firma e l'anno di conclusione dell'opera, il 1786.
Nel corso del XIX secolo si proseguirono interventi restaurativi, in particolare sulla facciata, e di arricchimento decorativo.
All'inizio del XX secolo è stata rifatta la pavimentazione della sala e nel 1911 è stata celebrata la solenne consacrazione da monsignor Giacinto Gaggia, futuro vescovo di Brescia.
A partire dagli anni settanta  si è provveduto al rifacimento della copertura del tetto.
Dopo il sisma del 2004 è stato necessario provvedere al ripristino strutturale ed al consolidamento dell'edificio. In seguito si è provveduto al restauro di tutti gli affreschi.

## Descrizione
La pala d'altare, di pregevole fattura, apparteneva quasi certamente alla chiesa precedente. È opera di Francesco Giugno (come confermato durante l'ultimo restauro), autore eclettico molto apprezzato dai contemporanei. Rappresenta il martirio di san Lorenzo, cui è dedicato l'edificio. Sebbene non sia stata giudicata troppo benevolmente dal punto di vista artistico (il Passamani la definì "macchinosa"), ha un grande valore storico: il soldato sulla destra, infatti, rappresenterebbe Giovanni Battista Bonfadini, che tanta parte ebbe nella storia della parrocchia di Nuvolera.
L'altare maggiore è frutto di un ingrandimento di un precedente altare, realizzato in marmo di Botticino e Rosso di Verona. La parte più antica è rappresentata dalla mensa, successivi risultano invece i gradini di accesso e le cornici laterali.
Di rilevante importanza artistica è anche il crocifisso ligneo inserito in un altare laterale al posto della pala. La scultura è di grandi dimensioni ed è databile tra la fine del XVI e l'inizio del XVII secolo, ragion per cui si suppone facesse parte dell'arredo della chiesa precedente. Non sono pervenuti i documenti né del progetto né dell'esecuzione.
Nella zona del battistero è conservata la culla del futuro papa Paolo VI. Questo cimelio è ivi conservato per il fatto che la nutrice di papa Montini fosse originaria proprio di Nuvolera.
Nella chiesa è presente un organo a canne già nel 1699. Ne è eretto uno nuovo nel 1752, restaurato nel 1829. Un altro restauro è eseguito da Giuseppe Tonoli di Tignale nel 1840. Nel 1877, in occasione di un ulteriore restauro, si decide di costruire un nuovo organo, incaricando Pacifico Inzoli di Crema. I lavori iniziano nel 1882. È composto da 799 canne per il suono pieno e da 596 per il concerto, per un totale di 1395 canne. L'organo Inzoli è restaurato nel 1914, negli anni '70 e ancora nel 1983.